# Luke Zeller
Lucas Joseph Zeller, detto Luke (Ames, 7 aprile 1987), è un ex cestista statunitense naturalizzato georgiano, professionista nella NBA, in Giappone e in Lituania.
È fratello dei cestisti Tyler e Cody Zeller.

## Palmarès
- McDonald's All-American Game (2005)
- Campione NBDL (2012)